# Christian Reinsch
Christian Reinsch (Chemnitz, 1934) é um matemático alemão, que trabalha com análise numérica.
Reinsch estudou física a partir de 1953 na Universidade Técnica de Munique, onde obteve o diploma em 1958 e um doutorado em física em 1961, orientado por Heinz Maier-Leibnitz, com a tese Messung des differentiellen Wirkungsquerschnittes und des mittleren logarithmischen Energieverlustes bei der Streuung langsamer Neutronen an Wasser und Eis. Obteve a habilitação em 1972 e foi no mesmo ano pesquisador convidado no Argonne National Laboratory.

## Obras
- com James H. Wilkinson: Handbook of Automatic Computation III: Linear Algebra, Grundlehren der mathematischen Wissenschaften, Springer 1971
- com H. Dauner: An analysis of two algorithms for shape-preserving cubic spline interpolation. IMA J. Num. Anal., Volume 9, 1989, p. 299–314.
- Software for shape-preserving spline interpolation. In: M. G. Cox, S. Hammarling, (Eds.): Reliable Numerical Computation. Clarendon Press, Oxford, 1990.
- Eine schnell konvergierende Block-Iteration für die Konstruktion des Form-erhaltenden Spline-Interpolanten. In: M. Broy (Ed.): Informatik und Mathematik. Springer, Heidelberg, 1991.